# Мій хлопчик (фільм, 2002)
«Мій хлопчик» (англ. About a Boy) — сімейна мелодрама 2002 року режисерів Пола Вейца та Кріса Вейца за однойменним романом англійського письменника Ніка Горнбі. Фільм був номінований на різні кінопремії понад 20 разів, у 6 категоріях здобув перемогу.

## Сюжет
Віллу Фріману (хлопчик номер один) може позаздрити будь-який чоловік — їздить на модній спортивній «тачці», має шикарну квартиру, балує себе, як хоче, і не переживає по дурницях. Життя Вілла — суцільна низка випадкових, але надзвичайно приємних романів і інтрижок з чарівними жінками. Наш привабливий егоїст позбавлений від яких-небудь зобов'язань і проблем… доки, поки не зустрічає Маркуса (хлопчик номер два) — дитини, яка перевертає все догори дном. Солодке життя холостяка зазнає вельми істотних, хоч і позитивних змін!

## Ролі
| Актор            | Роль               |
| ---------------- | ------------------ |
| Г'ю Грант        | Вілл Фріман        |
| Ніколас Голт     | Маркус Брювер      |
| Тоні Коллетт     | Фіона Брювер       |
| Рейчел Вайс      | Рейчел             |
| Наталія Тена     | Еллі               |
| Шерон Смол       | Крістін            |
| Вікторія Смарфіт | Сьюзі              |
| Август Прю       | Алі                |
| Деніз Стівенсон  | Ліндсі             |
| Розалінд Найт    | мати Ліндсі        |
| Тім Райс         | у ролі самого себе |

## Нагороди
За роль у цьому фільмі Х'ю Грант отримав кілька нагород, у тому числі: премію журналу  Empire , як найкращий британський актор, головну кінопремію Німеччини «Золота кінокамера», як найкращий іноземний актор року, премію товариства кінокритиків Лондона за найкращу акторську роботу року.
Сам фільм і його знімальна група номінувалися в різних категоріях понад 20 разів, у тому числі на премію Оскар за найкращий сценарій і премію BAFTA в аналогічній категорії, але нагород не отримали.
У 2003 році творці фільму відзначені Премією Святого Христофора, за найкращий ігровий фільм, що несе ідеї гуманізму.

## Цікавинки
- Бред Пітт відмовився від цієї ролі через відсутність, на його погляд, достовірності. Симпатичний і привабливий чоловік не має необхідності вдаватися до описаного способу знайомства.
- У романі Уїлл ставить для Маркуса композицію групи Нірвана. У 1993—1994 роках, коли створювався роман, тема самогубства Курта Кобейна була надзвичайно обговорюваною. Сама назва роману (англ. About a Boy) — обіграна назва пісні Кобейна «About a Girl».